# Wereldkampioenschappen moderne vijfkamp 1954
De wereldkampioenschappen moderne vijfkamp 1954 werden gehouden in Boedapest in Hongarije. Er stonden twee onderdelen op het programma alleen voor mannen. 

## Medailles

### Mannen
| Onderdeel   | Goud | Goud                                       | Zilver | Zilver                                       | Brons | Brons                                |
| ----------- | ---- | ------------------------------------------ | ------ | -------------------------------------------- | ----- | ------------------------------------ |
| Individueel | SWE  | Björn Thofelt                              | SUI    | Werner Vetterli                              | HUN   | István Szondy                        |
| team        | HUN  | Gábor Benedek István Szondy Károly Tasnády | SUI    | Hansueli Glogg Erhart Minder Werner Vetterli | SWE   | Bertil Haase Åke Julin Björn Thofelt |

### Medaillespiegel
| Plaats | Land        | Goud | Zilver | Brons | Totaal |
| 1      | Hongarije   | 1    | 0      | 1     | 2      |
| 2      | Zweden      | 1    | 0      | 1     | 2      |
| 3      | Zwitserland | 0    | 0      | 2     | 2      |
| Totaal | Totaal      | 2    | 2      | 2     | 6      |